# آثار و غار روستای سینه‌نمک
آثار و غار روستای سینه‌نمک مربوط به دوران‌های تاریخی پس از اسلام است و در شهرستان بویراحمد، بخش پاتاوه، روستای سینه نمک واقع شده و این اثر در تاریخ ۷ مهر ۱۳۸۱ با شمارهٔ ثبت ۶۲۷۹ به‌عنوان یکی از آثار ملی ایران به ثبت رسیده است.